# Ангелос Анастасіадіс
Ангелос Анастасіадіс (грец. Άγγελος Αναστασιάδης; нар. 8 березня 1953) — грецький футболіст, що грав на позиції півзахисника. По завершенні ігрової кар'єри — тренер.

## Клубна кар'єра
У дорослому футболі дебютував 1973 року виступами за команду клубу ПАОК, в якій провів вісім сезонів, взявши участь у 176 матчах чемпіонату. Більшість часу, проведеного у складі ПАОКа, був основним гравцем команди. У цей час він виграв чемпіонат Греції (1976), який був першим в історії клубу, і став віце-чемпіоном Греції (1978). Він також грав з клубом чотири рази в фіналі Кубка Греції (1974, 1977, 1978, 1981), але переміг лише одного разу в 1974 році.
Влітку 1981 року перейшов у «Панатінаїкос», з яким у першому ж сезоні виграв чемпіонат, а у 1984 році — «золотий дубль». Всього відіграв за клуб з Афін три сезони своєї ігрової кар'єри.
Протягом 1984—1986 років захищав кольори нижчолігового «Корінтоса», а завершив професійну ігрову кар'єру у клубі «Діагорас», за який виступав протягом 1986—1987 років. Після цього недовго грав за аматорський американський клуб грецької діаспори «Грік Амерікан».

## Виступи за збірну
1 квітня 1975 року дебютував в офіційних іграх у складі національної збірної Греції в товариському матчі проти Кіпру (2:1), в якому відразу забив гол. Втім цей м'яч так і залишився єдиним для Анастасіадіса за збірну, де він загалом провів 12 матчів за шість років.

## Кар'єра тренера
Розпочав тренерську кар'єру у нижчолігових клубах «Діагорас», «Панагріакос» та «Ялісос», після чого очолив «Кавалу», яку вперше після 12 років відсутності вивів до вищого дивізіону.
З 1995 року тренував «Едессаїкос», з яким у сезоні 1995/96 зайняв 9-те місце, що стало найвищим результатом команди в історії. На початку
1997 року покинув команди аби стати головним тренером ПАОКа, який тренував з невеликою перервою, коли клуб очолював Олег Блохін, до березня 1999 року. Після цього очолював клуби «Іракліс» та «Панатінаїкос».
У червні 2002 року знову був запрошений керівництвом клубу ПАОК очолити його команду, з якою пропрацював до вересня 2004 року, вигравши з командою перший тренерський трофей — Кубок Греції у 2003 році.
З грудня 2004 і по квітень 2011 року очолював тренерський штаб збірної Кіпру, ставши другим за тривалістю перебування тренером на цій посаді в історії (найдовше пробув перший тренер команди Аргіріос Гавалас, також грек, що тренував збірну з 1960 по 1967 рік). Анастасіадіс за час роботи з командою здобув 12 перемог і 9 нічиїх, а також зазнав 26 поразок у 47 матчах.
Після невдалих виступів у відбіркових матчах до Євро-2012, де команда незважаючи на сенсаційну нічию 4:4 з Португалією, зайняла останнє місце у групі, Ангелос повернувся до Греції в грудні 2011 року, щоб очолити клуб «ПАС Яніна», який тільки повернулася до Суперліги. Він завершив з командою чемпіонат на 8-й позиції, але, незважаючи на успішний рік, він вирішив не продовжувати контракт з командою і в наступні два роки тренував «Платаніас».
У травні 2014 року Ангелос погодилися в четвертий раз за останні 17 років очолити ПАОК, але через невдалі результати покинув клуб із Салонік вже в березні 2015 року. Згодом з червня по жовтень 2016 року зовсім недовго був головним тренером «Лариси», яку змушений був покинути через протест вболівальників.
25 жовтня 2018 року очолив тренерський штаб збірної Греції. Дебютував 15 листопада 2018 року в виграшному домашньому матчі проти збірної Фінляндії (1:0) в грі Ліги націй УЄФА, втім вже через три дні його команда в рамках цього ж турніру сенсаційно вдома програла головним аутсайдерам групи Естонії (0:1), зайнявши остаточне передостаннє третє місце своєї групи Ліги С. Загалом під його керівництвом грецька збірна провела 7 матчів, здобувши лише дві перемоги. Після поразок від Італії (0:3) та Вірменії (2:3) з'явилися чутки про можливу відставку спеціаліста, про яку врешті-решт було оголошено 15 липня 2019 року.

## Титули і досягнення

### Як гравця
- Чемпіон Греції (2):

ПАОК: 1975–76
«Панатінаїкос»: 1983–84
- Володар Кубка Греції (3):

ПАОК: 1973–74
«Панатінаїкос»: 1981–82, 1983–84

### Як тренера
- Володар Кубка Греції (1):

ПАОК: 2002–03

### Особисті
- Тренер року грецької Суперліги: 2004